# Antharagatte, Kadur
Antharagatte là một làng thuộc tehsil Kadur, huyện Chikmagalur, bang Karnataka, Ấn Độ.